# タリハ
タリハ市（Tarija）は、ボリビアにある市。タリハ県の行政府所在地であり、最大の都市である。

## 概要
県の西部に位置し、クアダルキビル川が形成した盆地の中にある。市街地の南東部にはキャピタン・オリエル・リー・プラザ空港が位置している。高等教育機関としてはプリビダ・ドミンゴ・サビオ大学がある。

## 歴史
タリハ市が作られたのは1574年のことであり、元々はインカの領域であったが、スペイン人によって都市がつくられた。当初は"Villa de San Bernardo de Tarixa"（タリハのサンベルナルドの村）と呼ばれた。

## 経済
スペイン人によって都市が建設されたこともあり、古いスペイン風建築であるサン・フランシスコ教会やメトロポリタナ大聖堂の教会・聖堂等が町の観光資源となっている。産業としては酪農のほか、ブドウおよびワイン醸造で知られ、輸出も行われている。
2007年にはアンデス共同体の会合が開かれた。